# Liam Gallagher
William John Paul "Liam" Gallagher (Manchester, 21 de Setembro de 1972) é um músico britânico. É vocalista da banda Oasis, que lidera juntamente com seu irmão Noel Gallagher. Foi também líder e vocalista do Beady Eye.
Conhecido pelo seu comportamento agressivo, seu singular modo de cantar e sua atitude no palco, Liam Gallagher foi uma das figuras mais importantes do movimento Britpop e é um dos ícones da música britânica, tendo sido eleito, em 2010, por uma votação realizada entre os leitores da revista britânica "Q", o maior frontman de todos os tempos.

## Biografia

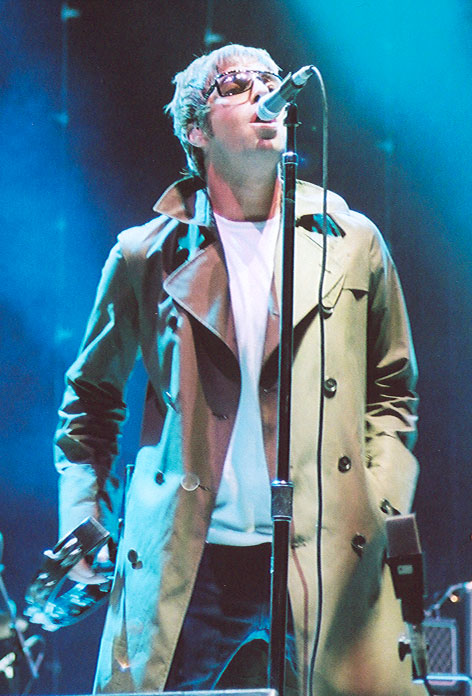
Liam Gallagher na sua época com o Oasis.

Liam nasceu em 1972, filho de Thomas e Peggy Gallagher. Ele é o mais jovem de três filhos, os irmãos Paul (nascido em 11 de Janeiro de 1966) e Noel (nascido em 29 de Maio de 1967), pelos quais Liam é chamado carinhosamente de "nosso garoto". Quando Liam era criança, era frequentemente chamado de "Sombra da Peggy", por ser muito próximo à sua mãe. Quando ele tinha quatorze anos, sua mãe tomou Liam e seus irmãos e deixou seu pai, Thomas, que era alcoólatra.
Na escola, Liam conheceu Paul McGuigan, cujo apelido era "Guigsey", e os dois tornaram-se amigos. No começo dos anos 1990, Guigsey informou Liam que sua banda, "The Rain" (nome inspirado em uma canção dos Beatles), precisava de um vocalista, e Liam ofereceu-se. Liam tornou-se o compositor das músicas da banda, com Paul "Bonehead" Arthurs - que também era o guitarrista da banda, que nome passaria de The Rain para Oasis. O recém-formado grupo musical fazia ensaios uma vez por semana, e não conseguiu fazer muitos shows. Após um dos raros shows de 1992, Noel Gallagher, após estar viajando pelos Estados Unidos como roadie da banda Inspiral Carpets, assistiu à performance. Sua opinião foi bastante crítica, classificando-os como "uma enorme merda". Também disse que "as músicas são horríveis", mas viu qualidades no grupo e ofereceu-se para entrar na banda, com a condição de que seria o líder e o compositor de todas as músicas.
Sob a liderança de Noel, o Oasis adquiriu um contrato com uma gravadora e fez o álbum Definitely Maybe, que em 1994 tornou-se o mais vendido álbum de estreia na história da Inglaterra (esse recorde foi batido no ano de 2006 pelo grupo Arctic Monkeys com o álbum Whatever People Say I Am, That's What I'm Not ). Liam foi elogiado por sua performance, e sua presença tornou a banda muito popular. O segundo álbum, (What's the Story) Morning Glory? foi ainda mais bem sucedido, tornando-se o segundo álbum mais vendido na história da Grã-Bretanha.
A vida de Liam "no olho do furacão" não tem passado despercebida - está cheia de polêmica. Ele regularmente se envolve em discussões com membros da mídia, como aconteceu, por exemplo, quando chamou para a briga um fotógrafo que estava na parte de fora do hospital no qual sua namorada havia dado à luz seu filho Gene. Em 1 de Dezembro de 2002 ele quebrou vários dentes e ficou com escoriações faciais após uma briga em um hotel de Munique. Liam e o baterista Alan White foram presos, mas logo depois foram liberados sem pagar fiança. Contudo, o Oasis teve de cancelar o show, por causa dos machucados de Liam. Ele tem se envolvido em discussões e disputas com celebridades que vão desde Robbie Williams e John Lydon até o antigo baterista do Oasis, Tony McCaroll, e até mesmo seu irmão, Noel.
Liam conheceu sua primeira esposa, Patsy Kensit, em 1994, e casou-se com ela em 7 de Abril de 1997. Deste casamento, tem um filho: Lennon Francis Gallagher, que nasceu em 13 de Setembro de 1999. O casal se separou em Setembro de 2000, logo depois que Noel anunciou que estava se separando de Meg Matthews. Pouco tempo depois do divórcio, Liam começou um relacionamento com Nicole Appleton, da banda britânica All Saints. O filho deste casal, Gene, nasceu em 3 de Julho de 2001. A música "Songbird", de Liam, é dedicada para Nicole. Liam também tem uma filha chamada Molly, nascida em 1997, da cantora Lisa Moorish. Em 2013 Liam se separou de Nicole Appleton, em decorrência a uma suposta filha que ele teve com uma jornalista.
Liam também é dono de uma grife criada por ele mesmo, a Pretty Green, na qual ele também atua como modelo masculino.
Oasis retornou em 2000 com o disco Standing on the Shoulder of Giants. Paul "Bonehead" Arthurs e "Guigsy" McGuigan, membros fundadores da banda, deixaram o grupo durante a gravação, deixando então apenas Liam Gallagher como o último membro que havia participado da banda The Rain. Este álbum contém a primeira canção escrita por Liam, "Little James". Dois anos depois, no disco Heathen Chemistry, a canção "Songbird" se  tornou a primeira música composta por Liam a ser lançada como single. No trabalho seguinte, Don't Believe the Truth, mais três canções foram escritas por Liam Gallagher: "Love Like a Bomb" (em colaboração com Gem Archer), "The Meaning of Soul" e "Guess God Thinks I'm Abel").
Em 2008 os irmãos Gallagher lançaram seu último álbum como uma banda, Dig Out Your Soul, contando com as canções "I'm Outta Time", "Ain't Got Nothin'" e "Soldier On" escritas por Liam. O disco estreou em primeiro lugar na lista dos mais vendidos no Reino Unido na sua primeira semana, e na 5ª posição nas paradas de sucesso dos Estados Unidos. Contudo, em 2009, ainda durante a turnê de divulgação do álbum, o Oasis anunciou que estava encerrando suas atividades. Noel Gallagher citou diferenças com o irmão como motivo da separação do grupo, afirmando que não podia trabalhar mais com Liam. Era sabido da imprensa e dos fãs as constantes brigas entre os irmãos.
Em novembro de 2009, Liam e outros ex-membros do Oasis (Gem Archer, Andy Bell e Chris Sharrock) anunciaram sua intenção de trabalhar em músicas novas e começaram a gravar, formando a banda Beady Eye. Em fevereiro de 2011, eles lançaram seu primeiro álbum, intitulado Different Gear, Still Speeding. Dois anos mais tarde, seu segundo disco, BE, foi lançado. A banda continuou fazendo shows mas em outubro de 2014, Liam anunciou que o grupo havia acabado.

### Carreira solo (2015–presente)
Em julho de 2015, em uma entrevista, Liam afirmou que não tinha intenções de seguir uma carreira solo. Contudo, em 2016, ele manifestou interesse em lançar um disco solo para o ano seguinte. Liam ainda continuou fazendo shows, como em 4 de junho de 2017, quando fez uma aparição no One Love Manchester e cantou "Rock 'N' Roll Star", "Wall of Glass" e "Live Forever" com Chris Martin e Jonny Buckland do Coldplay. Gallagher também esteve presente no Rock am Ring, na Alemanha, em junho de 2017. No mesmo mês, fez presença no festival Pinkpop na Holanda. Ele, por fim, tocou no Festival de Glastonbury, onde cantou sucessos, como "Don't Look Back in Anger", e canções inéditas.
Em 6 de outubro de 2017, Liam lançou seu primeiro álbum solo, As You Were, que foi um sucesso de público e crítica. O disco estreou em primeiro lugar nas paradas de sucesso do Reino Unido, vendendo pelo menos 103 000 cópias na sua primeira semana de vendas.

## Discografia
Álbuns solo de estúdio
- As You Were (2017)
- Why Me? Why Not. (2019)
- C'mon You Know (2022)